# Lüscherz
Lüscherz (frz. Locras) ist eine politische Gemeinde im Verwaltungskreis Seeland des Kantons Bern in der Schweiz. 

## Geschichte
Die älteste erhaltene Nennung des Ortsnamens Lüscherz datiert auf das Jahr 1271. Ufersiedlungen sind aber bereits für die Jungsteinzeit nachgewiesen.

## Geographie

Luftbild (1958)

Lüscherz liegt am südlichen Ufer des Bielersees am Nordhang des Schaltenrains. Direkte Nachbargemeinden sind Brüttelen, Hagneck, Finsterhennen, Siselen und Vinelz. Lüscherz wird wegen der Ähnlichkeit der Namen oft mit den Gemeinden Tüscherz und Ligerz verwechselt, die jedoch beide am nördlichen Bielerseeufer liegen.

## Politik
Gemeindepräsident ist Olivier Grimm (Stand 2025).
Bei den Nationalratswahlen 2023 betrugen die Wähleranteile in Lüscherz (in Klammern die Veränderung im Vergleich zu den Wahlen 2019 in Prozentpunkten): SVP 46,31 % (−5,09), SP 14,38 % (+0,71), glp 10,36 % (+4,27), FDP 9,95 % (+1,16), Mitte 8,10 % (+1,61), Grüne 5,38 % (−2,32), EVP 2,07 % (+0,59), EDU 0,51 % (+0,36), SD 0,02 % (−0,63).

## Wirtschaft

### Verkehr
Lüscherz liegt relativ abgelegen am See. Während Jahrhunderten erfolgte der Verkehr über den Bielersee. Die letzten regelmässigen Kurse der Bielersee-Schifffahrts-Gesellschaft erfolgten 2013. Seither verkehrt eine Personenfähre Erlach–Lüscherz–St. Petersinsel. Der Neubau der Ländeanlage nach der Juragewässerkorrektion erfolgte 1888/91, eine Renovation 1958/59 und 2001/02. Die ersten beiden Arbeiten wurden vom Kanton subventioniert.
Beim Bau der Biel-Täuffelen-Ins-Bahn wurde 1916 eine Haltestelle errichtet, welche sich jedoch rund 2 km östlich des Dorfkerns im Moos befindet. Der direkte Anschluss an den öffentlichen Verkehr erfolgte erst 1983 mit der Eröffnung der Buslinie Täuffelen–Erlach.

## Sehenswürdigkeiten

### Museen
- Ortsmuseum Lüscherz
- Pfahlbaumuseum Lüscherz

## Persönlichkeiten
- Thomas Grimm (* 1959), Rechtsanwalt und Sportfunktionär